# Nationaltag der Samen

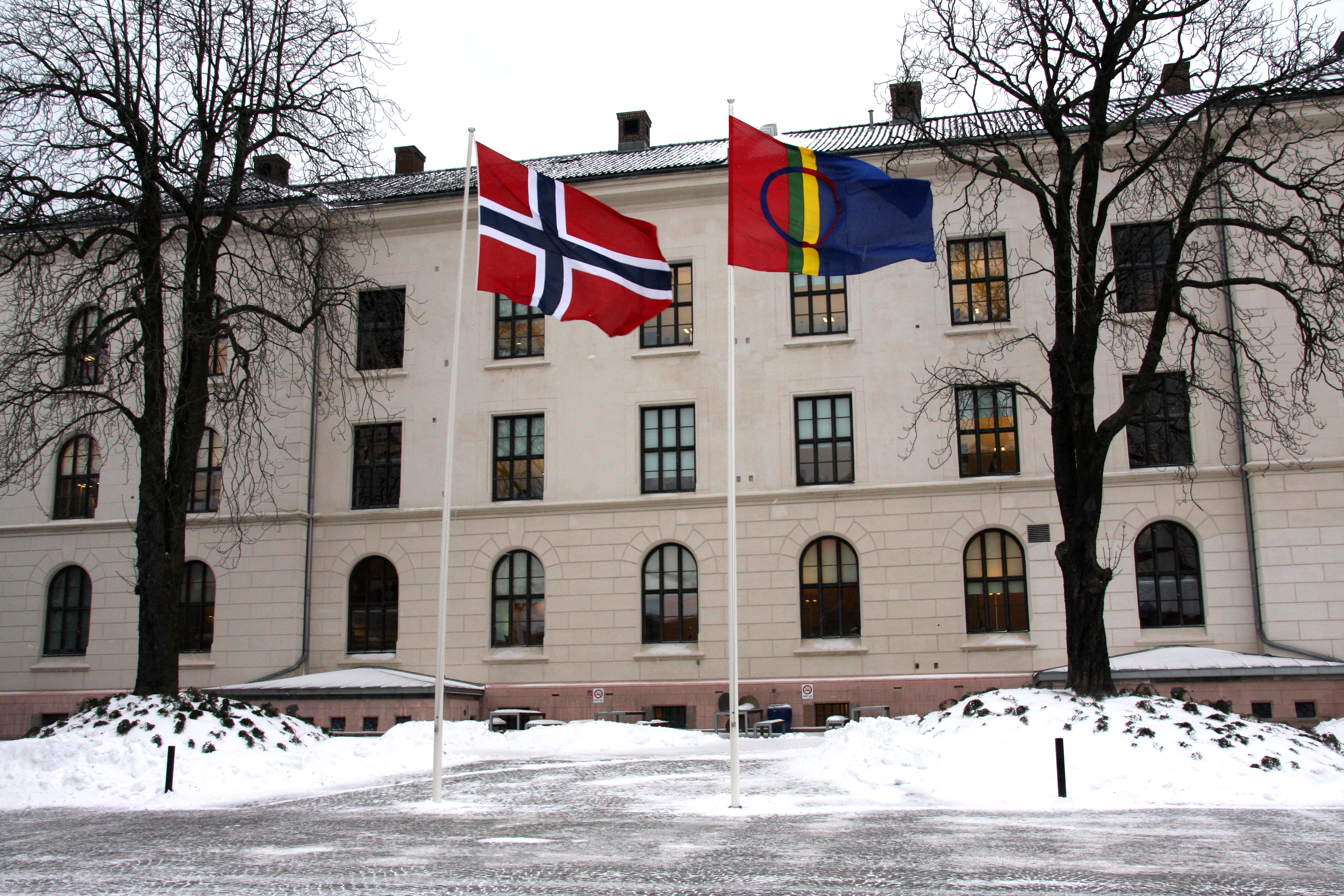
Beflaggung der norwegischen Staatskanzlei am 6. Februar 2012

Der Nationaltag der Samen (nordsamisch: sámi álbmotbeaivi, finnisch: Saamelaisten kansallispäivä, norwegisch: samenes nasjonaldag, russisch: Международный день саамов, schwedisch: samernas nationaldag) wird jährlich am 6. Februar gefeiert. Er wird seit 1993 von Samen vor allem in Norwegen, Finnland, Schweden und Russland zelebriert.

## Geschichte
Dass der 6. Februar der Feiertag der Samen werden solle, wurde im Jahr 1992 in Helsinki beschlossen. Dort fand die 15. nordische Samenkonferenz statt. Das Datum wurde gewählt, um an die von Elsa Laula Renberg initiierte erste Konferenz der norwegischen und schwedischen Samen in Trondheim vom 6. bis zum 9. Februar 1917 zu erinnern. Dieses Treffen stellt einen Wendepunkt für die samische Bevölkerung dar, da erstmals samische Politik über die Nationalstaatsgrenzen hinweg diskutiert wurde.
Im Jahr 1993 wurde der Nationaltag zum ersten Mal gefeiert. In Norwegen wurde der 6. Februar im Jahr 2003 zum offiziellen Beflaggungstag in Norwegen, was bedeutet, dass an allen öffentlichen Gebäuden die norwegische Flagge gehisst werden muss. In Schweden verwenden viele der Gemeinden in samischen Gebieten die samische Flagge an diesem Tag. Im Jahr 2007 wurde erstmals die samische Flagge am Stockholmer Rathaus gehisst. In Norwegen ist der Tag kein offizieller Feiertag, Schüler etwa können an diesem Tag nicht der Schule fern bleiben.

## Bezeichnung
Die Samenkonferenz schrieb ihre Entscheidung zum samischen Nationaltag auf nordsamisch nieder und verwendete den Begriff sámi álbmotbeaivi. Im Norwegischen wird der Nationaltag auch als samefolkets dag (deutsch: Tag des samischen Volks) oder samisk folkedag (deutsch: Samischer Volkstag) bezeichnet. Diese Namen entwickelten sich, da aus der samischen Bezeichnung die Wortteile direkt übersetzt wurden: „sámi“ als „samisch“, „álbmot“ als „Volk“ und „beaivi“ als „Tag“. Diese Begriffe sind auch deshalb in Verwendung, da die Bezeichnung als „Nationaltag“ für manche als kontrovers gilt, da es keinen samischen Staat gibt. Die Samenkonferenz verwendete den Begriff „Nation“ allerdings als Synonym zu „Volk“, weshalb nach ihrem Verständnis kein Staat notwendig sei, um einen Nationaltag zu haben.